# Jack Guerrini
Jack Guerrini, pseudonimo di Giacomo Guerrini (Torino, 1937 – Torino, 16 marzo 1970), è stato un cantante e attore italiano.
Conosciuto come il bello dei Brutos, il gruppo di cui è stato voce solista, in Francia ha inciso alcuni dischi con lo pseudonimo Jacques Guerrini.

## Biografia

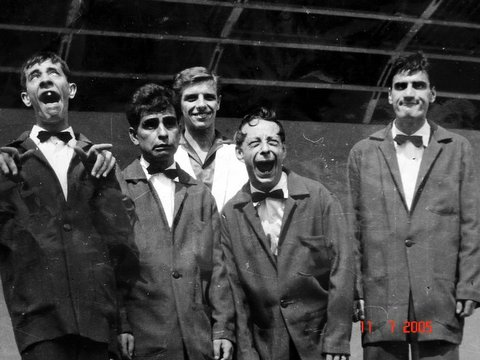
I Brutos; Jack Guerrini è il terzo al centro; gli altri sono Gerry Bruno, Elio Piatti, Gianni Zullo e Aldo Maccione.

Figlio d'arte, suo padre e sua madre (Dina Panerai) cantano da giovani come coristi nelle opere che si rappresentavano in Toscana, loro terra di origine; all'età di 14 anni inizia ad esibirsi nel cortile delle case popolari di corso Racconigi 60 a Torino, dove abita, intrattenendo tutte le sere una platea di amici che lo vengono ad ascoltare cantare le canzoni esotiche dei film in voga in quegli anni: Granada, Malaguena, La Galopera, ecc.
Incomincia poi a strimpellare la chitarra nelle sale da ballo torinesi, facendo coppia con l'amico Ettore Bruno, detto Gerry per la sua somiglianza con Jerry Lewis (con cui si conosce perché sono vicini di casa), che gli fa il verso prendendolo in giro alla maniera della famosissima coppia americana Dean Martin & Jerry Lewis.
Nel 1958 insieme decidono di lasciare i propri impieghi (Giacomo in un negozio di fotografie in via San Secondo a Torino ed Ettore apprendista linotipista alla Tipografia Sociale Torinese), per presentarsi per un'audizione al teatro Alcione di corso Regina Margherita come cantanti-fantasisti di fronte al Commendator Aldo Zanfrognini che, dopo averli visti, li scrittura seduta stante con un contratto della durata di 10 anni; non solo, ma attorno a loro costruisce una compagnia di giro d'avanspettacolo intitolata "Il Teatro dei Pazzi",  con la quale gireranno tutta l'Italia da nord a sud riscuotendo successo in ogni città.
Ed è all'interno di questa compagnia di svitati che i due conoscono altri tre elementi, Gianni Zullo, Aldo Maccione ed Elio Piatti, con i quali imbastiscono alcuni sketch: le prime sere gli artisti, ancora senza nome, vestiti con enormi pigiama a strisce bianconere, dicono poche battute, ma un giorno (su sollecitazione del loro impresario) hanno l'idea di far cantare una canzone romantica a Jack Guerrini, il bello della compagnia, mentre gli altri quattro, i brutti, fanno smorfie orribili e cori, storpiando il testo originale della canzone: nascono così i Brutos.

Jack Guerrini con la moglie

Nel 1961, durante gli spettacoli all'Olympia di Parigi Jack conosce Viviane, una ragazza bruna italo-francese che lavora su Europe n° 1, che sposa nel 1963; a seguito del matrimonio decide di rimanere a lavorare in Francia, grazie anche ad un'offerta della Barclay, e nel 1964 Guerrini abbandona il gruppo per dedicarsi alla carriera solista, sostituito da Alfonso "Nat" Pioppi, che rimarrà in pianta stabile nel gruppo.
In Francia, dove i Brutos sono molto noti, incide con la Barclay il primo EP, Je Ne Suis Rien Qu'Un Homme/Trop Tard/La Place Au Fontaine/Pour L'Amour De Toi, usando lo pseudonimo Jacques Guerrini e si esibisce nei locali del centro sulla Rive Gauche della capitale francese,  come "Les Saints Pères" o "La Boule Blanche; continua l'attività incidendo altri dischi, ed in seguito passa alla RCA Victor.
Ritornato a Torino, Guerrini muore alle ore 01.30 del 16 marzo 1970 in seguito ad un incidente stradale, finendo con la sua Giulia sotto un TIR fermo parcheggiato nei pressi dei Mercati Generali, in via Giordano Bruno a Torino.
È sepolto nel Cimitero monumentale di Torino.

## Filmografia con i Brutos
- Urlatori alla sbarra, regia di Lucio Fulci (1960)
- Vacanze alla baia d'argento, regia di Filippo Walter Ratti (1961)
- L'amore senza ma... (L'amour avec des si...), regia di Claude Lelouch (1962)
- The Ed Sullivan Show - serie TV (1962-1963)
- Carosello di notte, regia di Elio Belletti (1964)

## Discografia

### Con i Brutos

#### Ep
- 1960 - Destinazione Luna/Zappa John/Desiderio di un giorno/Voglio spegnere il sole (Emanuela Records, EM ep 1001)
- 1960 - 5 Brutos (Discophon, 17037; con Arrigo Amadesi y su conjunto; tracce: Destino A La Luna/Deseo De Un Dia/Zappa John/Quiero Apagar El Sol; pubblicato solo in Spagna
- Novembre 1961 - Les Brutos à l'Olympia, accompagés par Jacques Loussier et son orchestre; Granada/Io/Baby rock/Little darling (Barclay, BLY 70407; pubblicato solo in Francia

#### 45 giri
- 1961 - I gangsters della quinta strada/Destinazione Luna (Emanuela Records, EM np 1030)

### Da solista

#### 45 giri
- Febbraio 1968: Qui doit mourir?/Sans une larme (RCA Victor, 49 025; pubblicato come Jacques Guerrini)

#### EP
- 1964: Je Ne Suis Rien Qu'Un Homme/Trop Tard/La Place Au Fontaine/Pour L'Amour De Toi (Barclay)
- 1966: Ce Monde/Essuie Tes Larmes/Non Ne T'En Vas Pas/La Fille Que J'Ai Connue Hier Soir (Barclay, 70675)